# Insígnia d'Identificació de l'Estat Major de l'Exèrcit
La insígnia d'identificació de l'estat major de l'exèrcit (anglès: Army Staff Identification Badge és una insígnia d'identificació atorgada pel cap d'estat major de l'exèrcit als oficials i sergents majors assignats a llocs autoritzats a la seu del Departament de l'Exèrcit.

## Història
El general Douglas MacArthur va proposar per primera vegada una insígnia d'estat major de l'exèrcit el 1931, però no va ser fins al 1933 que el Departament de Guerra la va autoritzar. La insígnia no ha canviat d'aparença des que es va crear per primera vegada, però el nom es va canviar l'any 1982 de la insígnia d'identificació de l'estat major general de l'exèrcit a la insígnia d'identificació de l'estat major de l'exèrcit, i els criteris d'elegibilitat han anat evolucionant.
En un uniforme de l'exèrcit dels Estats Units, la insígnia d'identificació del personal de l'exèrcit es porta centrada a la butxaca dreta del pit; no obstant això, d'acord amb l'ALARACT 203/2010, el lluïment de la insígnia d'identificació de l'estat major de l'exèrcit està autoritzat a la butxaca esquerra del pit quan es porta juntament amb un desplegament CSIB (Insígnia d'identificació del servei de combat)
S'autoritza un pin de solapa similar per a personal de l'exèrcit per als empleats civils del Departament de l'Exèrcit, independentment del grau, que ocupen una posició elegible en una agència HQDA durant no menys d'un any.

## Disseny
Les armes dels Estats Units d'or amb les ratlles de l'escut en esmalt en blanc i vermell i el cap de l'escut i el cel de la glòria en esmalt blau, superposades a una estrella de cinc puntes esmaltada negra; a cada angle reentrant de l'estrella hi ha tres fulles de llorer esmaltades en verd.